# 3873 Roddy
3873 Roddy este un asteroid din centura principală, descoperit pe 21 noiembrie 1984 de Carolyn Shoemaker.